# Câmara dos Representantes do Alabama
Predefinição:Mais citações necessárias Predefinição:Use datas
 A Câmara dos Representantes do Estado do Alabama é a câmara baixa da Legislatura do Alabama, a legislatura estadual do estado do Alabama. A Câmara é composta por 105 membros que representam um número igual de distritos, sendo que cada circunscrição contém pelo menos 42.380 cidadãos. Não há limites de mandato na Câmara. A Câmara também é uma das cinco câmaras baixas das legislaturas estaduais nos Estados Unidos que são eleitas a cada quatro anos. Outras câmaras baixas, incluindo a Câmara dos Representantes dos Estados Unidos, são eleitas para um mandato de dois anos.
A Câmara se reúne na Alabama State House em Montgomery.
==Disposições legais==
A Câmara dos Representantes do Alabama é a câmara baixa da Legislatura do Alabama, sendo que a câmara alta é o Senado do Alabama. Ambos os órgãos são obrigados, por constituição, a se reunir anualmente na Alabama State House. Nos anos de eleição quadrienal (por exemplo, 2018), eles se reúnem na segunda terça-feira de janeiro. No primeiro ano após os anos de eleição quadrienal (por exemplo, 2019), eles se reúnem na primeira terça-feira de março. Nos segundo e terceiro anos do quadriênio (por exemplo, 2020 e 2021), a Legislatura se reúne na primeira terça-feira de fevereiro. A partir dessa data de convenção, a Câmara dos Representantes deve se reunir por 30 dias legislativos ao longo de 105 dias civis.
A legislatura não pode convocar sessões especiais, embora possam determinar o assunto dessas sessões por votação de dois terços no caso de ocorrerem. As sessões especiais na Legislatura do Alabama têm duração de 30 dias civis e são realizadas durante 12 deles.
===Requisitos de filiação===
A Câmara dos Representantes do Alabama é composta por 105 membros, cada um representando distritos legislativos com número igual de habitantes. Os representantes estaduais têm um mandato de quatro anos, o que é incomum para câmaras legislativas inferiores nos Estados Unidos. Os membros têm sido eleitos em anos correspondentes às eleições de meio de mandato dos Estados Unidos desde 1902.
Para servir na Câmara, um indivíduo deve ter completado 21 anos de idade. A pessoa também deve ser um eleitor qualificado que resida no estado do Alabama há pelo menos três anos e em seu distrito legislativo há pelo menos um ano. De acordo com a Seção 46 da Constituição do Alabama, "os mandatos dos senadores e representantes começarão no dia seguinte à eleição geral na qual foram eleitos e terminarão no dia seguinte à eleição geral realizada no quarto ano após a sua eleição." Como resultado, os representantes assumem formalmente seus cargos no dia seguinte ao Dia das Eleições no início de novembro.

## Liderança
A pessoa mais poderosa na câmara é o Presidente da Câmara, que é eleito por todos os 105 representantes. Outros cargos de liderança incluem o Vice-Presidente (também eleito por toda a câmara) e o Líder da Maioria (eleito pelo grupo parlamentar da maioria).
O partido minoritário é liderado pelo Líder da Minoria, que é eleito pelo grupo parlamentar do partido minoritário.

## Remuneração
A Emenda Constitucional 57 estabelece os métodos para determinar a remuneração legislativa. Desde 2021, os representantes recebem $51.734 por ano. Os representantes também recebem $85 por dia para estadias com pernoite simples ou $100 por dia para estadias com pernoite múltiplas, para cobrir as despesas de hospedagem. O ocupante do cargo de presidente da Câmara dos Representantes recebe um adicional de $18.000 por ano.
Não estão disponíveis benefícios de aposentadoria para os representantes.

## Processo legislativo
Os projetos de lei da Câmara são encaminhados para seus comitês de jurisdição pelo Presidente. Os projetos de lei podem ser apresentados em qualquer momento durante a sessão legislativa.
O Governador do Alabama tem a autoridade de usar o veto parcial em projetos de lei de apropriação, desde que sejam devolvidos à legislatura antes de seu encerramento. Na maioria dos casos, durante a sessão legislativa, o Governador tem seis dias para considerar o veto à legislação antes que ela se torne lei automaticamente. Se a sessão tiver sido concluída, o Governador tem 10 dias para considerar a legislação. Os vetos podem ser derrubados por maioria de votos em ambas as câmaras da Legislatura do Alabama.

## Equipe legislativa
Os representantes estaduais têm uma equipe pessoal durante todo o ano no Capitólio, bem como parte da equipe compartilhada entre os membros. Representantes de determinados condados têm direito a equipe compartilhada no escritório do distrito. Todos os comitês possuem funcionários administrativos remunerados, enquanto apenas alguns comitês têm pessoal profissional adicional.

## Comitês
Os membros dos comitês e os presidentes dos comitês são designados pelo Presidente.
Atualmente, há 33 comitês permanentes na Câmara. São eles:
Agricultura e Silvicultura
Legislação do Condado de Baldwin
Conselhos, Agências e Comissões
Defesa das Crianças e Idosos
Comércio e Pequenas Empresas
Constituição, Campanhas e Eleições
Governo Municipal e do Condado
Desenvolvimento Econômico e Turismo
Política Educacional
Ética e Financiamento de Campanhas
Serviços Financeiros
Responsabilidade Fiscal
Saúde
Seguros
Legislação do Condado de Jefferson
Judiciário
Legislação do Condado de Lee
Legislação do Condado de Limestone
Legislação Local
Legislação do Condado de Madison
Assuntos Militares e de Veteranos
Legislação do Condado de Mobile
Legislação do Condado de Montgomery
Segurança Pública e Segurança Interna
Regras
Legislação do Condado de Shelby
Governo Estadual
Tecnologia e Pesquisa
Transporte, Utilidades e Infraestrutura
Legislação do Condado de Tuscaloosa